# Seznam ministrů zdravotnictví Předlitavska
Toto je seznam ministrů zdravotnictví Předlitavska. 1. června 1917 vláda Předlitavska rozhodla zřídit nový rezort. Původně se počítalo, že půjde o ministerstvo sociální péče a zdravotnictví. Přípravnými pracemi byli pověřeni ministři Viktor Mataja a Ivan Horbaczewski. Na podzim 1917 bylo původní rozhodnutí změněno, nyní se předpokládalo založení dvou nových samostatných ministerstev – ministerstva sociální péče a ministerstva zdravotnictví. Ministerstvo sociální péče pak vzniklo 1. ledna 1918, ministerstvo zdravotnictví bylo aktivováno 27. července 1918. Vzhledem k faktu, že monarchie během několika následujících měsíců zanikla, se činnost ministerstva zdravotnictví už výrazněji nerozvinula a do konce Rakouska-Uherska mělo jen jediného ministra.

## Ministr zdravotnictví Předlitavska
| # | Jméno             | Fotografie | Strana | Vláda                                         | Funkční období                  | Poznámky                                                                   |
| - | ----------------- | ---------- | ------ | --------------------------------------------- | ------------------------------- | -------------------------------------------------------------------------- |
|   | Ivan Horbaczewski |            |        | vláda Ernsta Seidlera vláda Maxe Hussarka     | 30. srpna 1917 – 10. srpna 1918 | Ministr bez portfeje pověřený přípravou vzniku ministerstva zdravotnictví. |
|   | Ivan Horbaczewski |            |        | vláda Maxe Hussarka vláda Heinricha Lammasche | 10. srpna 1918 – 30. října 1918 |                                                                            |

* Poznámka: V pramenech a databázích mírně kolísá přesná datace počátku a konce jeho funkčního období. Zde všechny údaje dle publikace kol. aut.: Československé dějiny v datech, Praha 1987.